# Efecte Jahn-Teller
L'efecte Jahn-Teller descriu la distorsió geomètrica de molècules no lineals en certes circumstàncies. L'efecte va ser proposat com un teorema postulat per H. Jahn i Edward Teller el 1937 i diu essencialment que qualsevol molècula no lineal amb un estat fonamental degenerat pot presentar una distorsió geomètrica que implica la pèrdua de degeneració. Aquesta distorsió comporta una disminució de l'energia global del complex.
L'efecte Jahn-Teller s'acostuma a trobar en complexos octaèdrics de metalls de transició, i és molt comú en complexos hexacoordinats de coure(II). La configuració electrònica d⁹ d'aquest ió té tres electrons en els dos orbitals degenerats eg, donant lloc a un estat fonamental doblement degenerat. Aquest tipus de complexos es distorsionen al llarg d'un dels eixos moleculars (s'acostuma a anomenar eix z), el qual té l'efecte de fer perdre la degeneració electrònica i dels orbitals i així disminuir l'energia del complex.